# النور (مسلسل)
النور تدور الأحداث حول ربة منزل متزوجة تحمل على عاتقها مسؤولية أخوها وأخواتها وتربيتهم، وتنشأ معها أحداث تغير مجرى حياتها لتتغير حالتها النفسية حسب المستجدات التي تتلقاها.

## بطولة
- عبدالعزيز جاسم
- نور
- باسم عبد الامير
- حمد العماني
- هيا عبد السلام
- صابرين البورشيد
- غدير السبتي
- نواف النجم
- علي الحمدان
- حلا
- شهد عبدالله
- فواز حمد بدر